# プロトン・ジュアラ
プロトン・ジュアラ (Proton Juara) は、マレーシアの自動車メーカー、プロトンによって製造されていた小型ミニバン型乗用車である。

## 概要
三菱・タウンボックスワイドをベースとし、2001年にプロトンとしては初のスモールミニバンとして発売された。若い家族向けで、ダイハツ・ムーヴがベースのプロドゥア・クナリの対抗車種として開発された。タウンボックスワイドとの違いとしてバンパーやフロントグリル、内装が一部変更されたことが挙げられるが、それ以外はベースのタウンボックスワイドからほとんど変更されなかった。
エンジンはタウンボックスワイドと共通の三菱 直列4気筒 1.1L 4A31型SOHC16バルブエンジンが搭載され、4速オートマチックトランスミッションが組み合わせられる。また、ジュアラは、プロトン車としては電動パワーステアリング (EPS) が装備される唯一のモデルでもある。
その後、2003年に生産が終了された。